# Energieverbruik van auto's
Het energieverbruik van een auto voor het afleggen van een gegeven afstand is vooral afhankelijk van de snelheid van het voertuig. Hoe sneller een auto rijdt, hoe meer energie nodig is. Het energieverbruik per afstandseenheid neemt bij hogere snelheden kwadratisch toe met de snelheid. Tweemaal zo hard rijden kost daardoor ongeveer viermaal zoveel brandstof per afstandseenheid. Het benodigde vermogen neemt toe met de derde macht van de snelheid. Tweemaal zo hard rijden kost dus achtmaal zoveel brandstof per tijdseenheid.
Het brandstofverbruik heeft invloed op een aantal zaken, zoals de kosten en luchtvervuiling. Deze stijgen met de brandstofkosten over een bepaalde afstand ook vrijwel kwadratisch met toenemende snelheid, zelfs als rekening wordt gehouden met een verschil in rendement bij verschillende motorbelastingen. Teruggaan van 130 naar 100 km/uur betekent dat nog maar (100/130)2 = 0,59 = 59%, dus 41% minder brandstof over eenzelfde afstand verbruikt wordt. Dit leidt tot een vergelijkbare vermindering van de luchtverontreiniging door verbranding van benzine.

## Berekening
De door de motor van een auto geleverde energie {\displaystyle E} wordt besteed aan:
1. versnellen van de auto (afgekort tot vs)
2. overwinnen van de luchtweerstand (lw)
3. overwinnen van de rolweerstand (rw)

zodat geschreven kan worden
{\displaystyle E_{\text{motor}}=E_{\text{vs}}+E_{\text{lw}}+E_{\text{rw}}}
Stijgen en dalen, en wind, worden hier en hieronder buiten beschouwing gelaten.

### Versnellen
De bewegingsenergie (kinetische energie) van een bewegende auto met massa {\displaystyle m_{a}} en snelheid {\displaystyle v} is
{\displaystyle E_{\text{kin}}={\tfrac {1}{2}}m_{a}v^{2}}
dus voor een auto van 1000 kg met een snelheid van 120 km/u (33,3 m/s)
{\displaystyle E_{\text{kin}}=0{,}5\times 1000\times 33{,}3^{2}=5{,}56\times 10^{5}\,{\text{J}}=0{,}15\,{\text{kWh}}}
(Een kilowattuur (kWh) is 3,6 miljoen joule (J).)
De energie moet geleverd worden om de auto op gang te brengen (te versnellen) en gaat verloren bij het afremmen (tenzij de aanwezige kinetische energie wordt opgeslagen in bijvoorbeeld een vliegwiel). Ook kan een deel van deze energie bij elektrische auto's via recuperatief remmen worden teruggewonnen en opgeslagen in een accu. 
Hoe hoog het uiteindelijke verbruik van een auto is hangt van een hoop factoren af, onder andere de verkeerssituatie en het persoonlijke rijgedrag (sportieve of economische rijstijl). Het is daarmee niet eenvoudig uit te zetten in een grafiek zoals dat bij de andere twee factoren wel kan. Om toch vergelijkingen te kunnen maken, zijn er gestandaardiseerde verbruikstesten, rijcycli als de New European Driving Cycle (NEDC) en de nieuwere Worldwide harmonized Light vehicles Test Procedures (WLTP).

### Luchtweerstand
Een auto brengt afhankelijk van zijn vooroppervlak {\displaystyle A}, stroomlijn en snelheid {\displaystyle v} een hoop lucht in beweging, wat energieverlies geeft. De luchtweerstand kan worden opgedeeld in wrijvingsweerstand en drukweerstand of vormweerstand. Bij benadering geldt voor de luchtweerstand:
{\displaystyle F={\tfrac {1}{2}}\ \rho \ v^{2}\ A\ C_{w}}
Daarin is:
{\displaystyle F} de kracht die op het voorwerp werkt tijdens de beweging
{\displaystyle \rho } de dichtheid van de stof waarin het voorwerp zich voortbeweegt
{\displaystyle v} de relatieve snelheid van het voorwerp ten opzichte van het medium waarin het voorwerp zich voortbeweegt
{\displaystyle A} de geprojecteerde oppervlakte van het voorwerp loodrecht op de bewegingsrichting
{\displaystyle C_{w}} de weerstandscoëfficiënt, afhankelijk van de vorm van het voorwerp.
De weerstandscoëfficiënt (drag coefficient) {\displaystyle C_{w}} is afhankelijk van de wrijvings- en de vormweerstand en ligt bij moderne auto's tussen de 0,2 en 0,35.
Voor vermogen {\displaystyle P} geldt de formule:
{\displaystyle P=F\cdot v={\tfrac {1}{2}}\rho v^{3}AC_{w}}
Onder standaardomstandigheden ligt de {\displaystyle \rho } voor lucht rond de 1,2 kg/m³. Als voor de geprojecteerde oppervlakte van een auto 3 m² wordt aangenomen bij een {\displaystyle C_{w}} van 0,25, dan geldt bij 50 km/u (13,9 m/s):
{\displaystyle P={\tfrac {1}{2}}\cdot 1,2\cdot 13,9^{3}\cdot 3\cdot 0,25=1206\ \mathrm {W} =1,2\ \mathrm {kW} }
Bij 100 km/u (27,8 m/s) geldt dan:
{\displaystyle P={\tfrac {1}{2}}\cdot 1,2\cdot 27,8^{3}\cdot 3\cdot 0,25=9645\ \mathrm {W} =9,6\ \mathrm {kW} }

### Rolweerstand
De formule voor rolweerstand is:
{\displaystyle F=mgC_{b}}
Daarin is:
{\displaystyle m} de massa
{\displaystyle g} de valversnelling
{\displaystyle C_{b}} de rolcoëfficiënt die rond de 0,01 ligt
Bij een massa van 1000 kg geldt dan voor het vermogen {\displaystyle P} bij 50 km/u (13,9 m/s):
{\displaystyle P=1000\cdot 9,8\cdot 0,01\cdot 13,9=1361\ \mathrm {W} =1,4\ \mathrm {kW} }
Bij 100 km/u (27,8 m/s) geldt:
{\displaystyle P=1000\cdot 9,8\cdot 0,01\cdot 27,8=2722\ \mathrm {W} =2,7\ \mathrm {kW} }

### Totaal verbruik door rol- en luchtweerstand
Het energieverbruik is afhankelijk van het benodigde vermogen en het rendement. Dit rendement wordt wel uitgedrukt als specifiek brandstofverbruik {\displaystyle b_{e}}, de hoeveelheid verbruikte brandstof per vermogens- en tijdseenheid van een motor:
{\displaystyle b_{e}={B \over P_{e}}={1 \over \eta _{t}H_{0}}} [kg/J]
Daarin is:
{\displaystyle B} het brandstofverbruik (kg/s)
{\displaystyle P_{e}} het effectieve vermogen (W)
{\displaystyle \eta _{t}} het totale rendement (dimensieloos)
{\displaystyle H_{0}} de stookwaarde van de brandstof (J/kg)
Uitgaand van een stookwaarde van 43,9 MJ/kg voor benzine en een rendement van rond de 33% geldt dan een specifiek brandstofverbruik van 0,069 kg/MJ of 69 g/MJ of 250 g/kWh of 0,25 kg/kWh.
Om dan een uur te rijden, geldt bij 50 km/u (13,9 m/s):
{\displaystyle B=(1{,}2+1{,}4)\cdot 0{,}25=0{,}6\ \mathrm {kg/u} }
Bij 100 km/u (27,8 m/s) geldt dan:
{\displaystyle B=(9{,}6+2{,}7)\cdot 0{,}25=3{,}1\ \mathrm {kg/u} }
Bij een dichtheid van 0,75 kg/l voor benzine komt dit dan op respectievelijk 0,9 liter en 4,1 liter per uur en bij 130 km/u op 8,2 liter per uur. Om 100 km af te leggen is dan respectievelijk 1,7 liter, 4,1 liter en 6,3 liter nodig.
| Verbruik per uur Vanwege een beveiligingsprobleem met de MediaWiki Graph-software is het momenteel niet mogelijk deze grafiek weer te geven. Zodra de software is bijgewerkt zal de grafiek vanzelf weer zichtbaar worden. | Verbruik per 100 km Vanwege een beveiligingsprobleem met de MediaWiki Graph-software is het momenteel niet mogelijk deze grafiek weer te geven. Zodra de software is bijgewerkt zal de grafiek vanzelf weer zichtbaar worden. |

Deze cijfers gelden alleen voor het rijden op constante snelheid. Zodra er geremd en geaccelereerd wordt, zullen de cijfers ongunstiger worden, afhankelijk van hoe vaak dit plaatsvindt.

## Energieverbruik over een afstand en luchtvervuiling zijn evenredig met de snelheid in het kwadraat

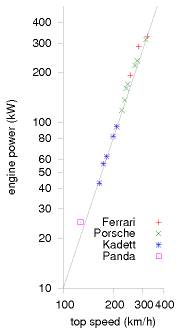
Vermogen van auto's gaat met de derde macht van de topsnelheid voor verschillende automerken. Logaritmische schalen. Tennekes, H.: Simple science of flight, MIT Press 2009. Gebruikt door David J.C. MacKay: Sustainable energy without the Hot Air, 2009

Invullen van getallen voor de luchtweerstand levert:
{\displaystyle E_{\text{tot}}\cong 0{,}7\cdot v^{2}\cdot d}
Het energieverbruik van een auto is dus evenredig met de snelheid {\displaystyle v} in het kwadraat, en natuurlijk ook met de afgelegde afstand {\displaystyle d}.
Dus als de luchtweerstand op de auto overheerst (en optrekken/remmen en rolweerstand van minder betekenis zijn voor het energieverbruik, zoals op de snelweg) is het energieverbruik evenredig met het kwadraat van de autosnelheid. Als de luchtvervuiling gelijk opgaat met het benzineverbruik betekent dit, dat je met 120 km/u over eenzelfde afstand 15% minder vervuilt dan met 130 km/uur, want (120/130)2 = 0,85 = 85% en 100% - 85% = 15%.
Omdat een auto vooral warmte produceert en maar 25% van de energie uit de brandstof gebruikt voor beweging (een elektrische auto gebruikt 90% voor beweging), moet de benzine veel meer energie leveren dan de auto voor beweging gebruikt:
{\displaystyle E_{\text{geleverd door benzine}}=4\times E_{tot}\cong 2{,}8\cdot v^{2}\cdot d}

## Vermogen is evenredig met de derde macht van de topsnelheid
Precieze details van het energieverbruik van een auto hangen af van de constructie enzovoorts van een auto, maar in het algemeen klopt dit kwadratische verband met de snelheid voor snelheden boven de 60 km/u, maar zie ook de bijgaande figuur. Dat is tevens te zien aan het gemeten verband tussen het vermogen (energie per tijd, dus energie maal snelheid gedeeld door afstand) {\displaystyle P_{a}} van auto's en de derde macht van hun topsnelheden {\displaystyle v_{\text{top}}}
{\displaystyle P_{a}=E_{a}/t=E_{a}/(d/v_{\text{top}})=E_{a}\cdot v_{\text{top}}/d\cong v^{3}}
Energie is kwadratisch met de snelheid en moet nogmaals vermenigvuldigd worden met de snelheid om het vermogen te krijgen. Dus het vermogen gaat met de derde macht van de snelheid. Het verbruik van energie per seconde wordt 8x (23) groter als je 2x harder rijdt.